# Skibbereen
Skibbereen (en irlandès An Sciobairín o "el petit port") és la ciutat més meridional d'Irlanda, al comtat de Cork, a la província de Munster. Es troba als marges del riu Ilen.

## Història
Abans del 1600 la major part de la terra pertanyia al clan nadiu dels McCarthy, i fins i tot avui dia el cognom més habitual a la zona és McCarthy. La carta municipal data de 1657 i se'n guarda una còpia a la Cambra. Skibbereen es va establir vora les ruïnes del llogaret anomenat Spá Elaíne sobretot després de l'epidèmia de pesta negra de 1350. El 1856 s'hi va fundar la Phoenix Society, precursora de la Germandat Feniana.

### Fam
300 després de la Mort Negra la regió va patir una fam sense precedents, coneguda com a an Gorta Mór (La gran fam). Potser hi van morir entre 8.000 i 10.000 persones víctimes de la Gran Fam Irlandesa i foren enterrats als Famine Burial Pits del cementiri d'Abbeystrewery.
Skibbereen no ha oblidat les víctimes de la Gran fam. Una exhibició permanent al Skibbereen Heritage Centre commemora aquest període tràgic a la història irlandesa. Skibbereen fou el punt focal del primer Dia Memorial de la Fam Irlandesa el 17 de maig de 2009. La vila fou seleccionada per haber estat una de les zones més afectades per la fam.

## Personatges il·lustres
- Jeremiah O'Donovan Rossa, líder fenià
- Agnes Mary Clerke, astrònoma